# IC 3228
IC 3228 ist eine Spiralgalaxie  vom Hubble-Typ S im Sternbild Coma Berenices am Nordsternhimmel. Sie ist schätzungsweise 305 Millionen Lichtjahre von der Milchstraße entfernt.
Das Objekt wurde am 23. März 1903 von Max Wolf entdeckt.